# كيفن روجرز (لاعب كرة قدم أمريكية)
كيفن روجرز (بالإنجليزية: Kevin Rogers)‏ هو لاعب كرة قدم أمريكية أمريكي، ولد في 7 سبتمبر 1951.